# Kupres (Busovača, BiH)
Kupres je naseljeno mjesto u općini Busovača, Federacija Bosne i Hercegovine, BiH.

## Stanovništvo

### 1991.
Nacionalni sastav stanovništva 1991. godine, bio je sljedeći:
ukupno: 213
- Hrvati - 367
- Srbi - 1
- Jugoslaveni - 7
- ostali, neopredijeljeni i nepoznato - 13

### 2013.
Nacionalni sastav stanovništva 2013. godine, bio je sljedeći:
ukupno: 230
- Hrvati - 229
- Srbi - 1